# 八重洲出版
株式会社八重洲出版（やえすしゅっぱん）は日本の出版社である。主に趣味や娯楽を対象とする雑誌やムックを出版している。
創立当初は「モーターサイクル出版社」という社名だった。現在の社名は、かつて本社が東京都中央区八重洲（現在の東京駅前付近）にあったことに由来する。

## 刊行物

### 雑誌
自動車雑誌
- driver
- CARBOY (1980年4月 - 2011年3月号で月間は休止。以後は季刊)
- オートキャンパー
- Old-timer
- モータースポーツ（1962年創刊、月3回刊行のモータースポーツ専門新聞。休刊時期不明）

オートバイ雑誌
- モーターサイクリスト
- 別冊モーターサイクリスト(1978年11月 - 2015年5月号 423号で休刊)
- Scooterfan（1998年 - 2009年）

その他のジャンルの雑誌
- サイクルスポーツ
- BMX FREEDOM（2002年 - 2004年）
- RCマガジン
- Band People（1980年4月 - 1999年3月）

### ムック
自動車関連ムック
- ハイエースファン（2005年 - ）
- K Refine（2005年 - 2010年）
- HOT K（2009年 - ）
- 軽キャンパーfan（2007年 - ）
- CELSUS
- 痛車天国（2016年 - ） - 『痛車グラフィックス』の事実上の後継雑誌。

その他のムック
- CICLISSIMO（2006年 - ）
- ロードバイクビギナーズ（2005年 - 2009年）
- Military Toys（2003年 - ）
- よくわかる補聴器選び 買い方から使い方まで全ガイド（2008年 - ）
- ゴルフスマイル（2010年 - 2011年）
- ホンダ・モーターサイクル・レーシング・レジェンド（2006年 - 2009年）

## 事業所
東京本社
東京都中央区八丁堀4-5-9 エイトビル
大阪支社
大阪府大阪市北区曾根崎新地1-3-16 京富ビル

## 関連会社
- 株式会社エイト企画
- 株式会社八重洲PRセンター